# Традиционално кинеско писмо
Традиционално кинеско писмо (упрош: 正体字 / 繁体字; трад: 正體字 / 繁體字; пин: Zhèngtǐzì / Fántĭzì), један је од два стандардна комплета кинеских знакова, савременог кинеског писаног језика. Модерни облик традиционалних кинеских слова се први пут појавио са настанком канцеларијског писма за вријеме династије Хан, те су били мање-више устаљени од 5. вијека за вријеме Јужних и Сјеверних династија. Израз „традиционалан” се користи да би се истакла разлика према традиционалним знаковима упрошћеног кинеског писма која је стандардизовала влада Народне Републике Кине од 1950-их година.
Традиционални знакови се службено користе у Тајвану, Хонгконгу и Макау. Користили су се у континенталној Кини прије него што их је Народна Република Кина упростила 1950-их и 1960-их година. Међу прекоморским кинеским заједницама (осим Сингапура и Малезије), традиционални кинески знакови се најчешће користе, али број штампане литературе са упрошћеним кинеским словима расте у Аустралији, САД и Канади због новијих досељеника из континенталне Кине. Насупрот томе упрошћено кинеско писмо се користи у службеним публикацијама континенталне Кине, Сингапура и Малезије. Дебата о традиционалном и упрошћеном кинеском писму још увијек траје међу кинеским заједницама.

## Кинески називи
Међу говорницима кинеског језика, традиционални кинески карактери имају неколико различитих имена.
Влада Републике Кине (Тајвана) службено зове традиционалне кинеске карактере: стандардне карактере или ортодоксне карактере (упрош: 正体字; трад: 正體字; ханју пинјин: zhèngtǐzì; тп: jhèngtǐzìh; б: ㄓㄥˋ ㄊㄧˇ ㄗˋ. Међутим, исти појам се користи изван Тајвана како би се разликовао стандардни, упрошћени и традиционални карактери од варијантних и идиоматских карактера (упрош: 异体字; трад: 異體字; пин: yìtǐzì).
Насупрот томе, корисници традиционалног кинеског писма изван Тајвана, као што су у Хонгконгу, Макау и прекоморским кинеским заједницама а такође и корисници упрошћеног кинеског писма, зову их сложеним карактерима (упрош: 繁体字; трад: 繁體字; пин: fántǐzì; б: ㄈㄢˊ ㄊㄧˇ ㄗˋ). Неформални назив „стари карактери” (кин: 老字; пин: lǎozì; б: ㄌㄠˇ ㄗˋ) понекад се користи међу корисницима упрошћеног кинеског писма.
Корисници традиционалних карактера такође их понекад зову „потпуно-обликовани карактери” (упрош: 全体字; трад: 全體字; пин: quántǐzì; б: ㄑㄩㄢˊ ㄊㄧˇ ㄗˋ), да би их разликовали од упрошћених кинеских слова.
Старији људи зову традиционалне карактере „правилне карактере” (кин: 正字; пин: zhèngzì) и упрошћене карактере као „упрошћено-потезни карактери” (упрош: 简笔字; трад: 簡筆字; пин: jiǎnbǐzì) или „смањено-потезни карактери” (упрош: 减笔字; трад: 減筆字; пин: jiǎnbǐzì)..

## Штампани текст
Када се штампа текст, у континенталној Кини и Сингапуру углавном се користи упрошћени састав. Међутим, Народна Република Кина такође понекад штампа материјал намијењен да се чита ван континенталне Кине користећи традиционалне карактере. У рукописном тексту, већина људи користе неформалне, понекад упрошћене карактере. У већини случајева, алтернативни карактер (異體字) се користи у мјесту карактера од више потеза, као што су 体 за 體. Нека упрошћења су врло распрострањена, посебно 台 „тај” (tái) y 台灣 „Тајвану” (Táiwan) за разлику од стандардног карактера (臺). Раније су биле двије главне употребе алтернативних карактера. Прво, алтернативни карактери су кориштени за избјегавање кориштење карактера формалног назива важне особе у мање формалним контекстима као начин приказивања цијењења те особе, да би чували слова имена те особе. Ово се на кинеском зове „избјегавање увреде” (避諱). Друго, алтернативни знакови су кориштени када су исти знакови поновљени у контексту да би се показало да то није уредничка грешка већ намјерно понављање (筆誤).

## Кодирање рачунарских знакова
У прошлости, традиционални кинески је најчешће изведен користећи шему Big5, која фаворитизује традиционално кинеско писмо. Уникод, међутим, је постао изузетно популаран начин рендеровања. Уникод даје једнаку важност упрошћеним и традиционалним кинеским карактерима.

## Веб странице
Конзорцијум препоручује кориштење ознаке  за језички код да би се означило да се на веб страници користи традиционални кинески.

## Употреба у другим језицима
Традиционална кинеска слова су такође кориштена у корејском ханџа писму, и умјерено упрошћени традиционални карактери се користе у модерном јапанском канџи писму. Јапански канџи је такође поједностављен. Реформа је утицала на мањи број јапанских карактера, у односу на кинеске реформе, и многи упрошћени канџи карактери подударају се са онима који су упрошћени у Кини, али један мањи број су упрошћени другачије па се створила трећа верзија (нпр. „змај” 竜 јапанско, 龙 (кинеско упрошћено), 龍 (кинеско традиционално)).